# ITS-90
Die Internationale Temperaturskala von 1990 (International Temperature Scale of 1990: ITS-90) wurde 1989 vom Internationalen Komitee für Maß und Gewicht (CIPM) verabschiedet. Sie definiert Temperaturen in den Einheiten Kelvin und Grad Celsius und unterstützt die Vergleichbarkeit und Kompatibilität von Temperaturmessungen. Sie wird benötigt, da die Messung der thermodynamischen Temperatur mittels eines Primärthermometers sehr kompliziert und zeitaufwändig ist. Im Gegensatz dazu ist die Temperaturbestimmung mit Sekundärthermometern einfacher. Allerdings müssen diese kalibriert werden, was durch die ITS-90 ermöglicht wird.

## Aufbau
Die ITS-90 definiert von 0,65 K bis zu den höchsten messbaren Temperaturen, die Temperaturen {\textstyle T_{90}} in Kelvin und {\textstyle t_{90}} in Grad Celsius, welche eine möglichst gute Annäherung an die wirkliche thermodynamische Temperatur darstellen. Dazu legt die ITS-90 spezielle Temperaturen, sogenannte Fixpunkte (zumeist Temperaturen bestimmter Phasenübergänge einiger Stoffe), fest, die in der Vergangenheit mit einem Primärthermometer ermittelt wurden. Zwischen diesen Temperaturwerten wird mittels definierter Thermometer interpoliert (sehr selten auch extrapoliert), die zuvor an den Fixpunkten kalibriert wurden. Die Skala ist in einzelne Bereiche unterteilt, in denen ein bestimmtes Interpolationsthermometer vorgeschrieben ist. Die einzelnen Temperaturbereiche überlappen sich und führen so zu einer inhärenten Mehrdeutigkeit der Skala, da verschiedene Verfahren und verschiedene Fixpunkte meist nicht exakt dieselben Temperaturen ergeben.
Um die ganze Skala abzudecken, benötigt man:
- Helium-Dampfdruckthermometer von 0,65 bis 5 K,[2]
- Helium-Gasthermometer von 3,0 bis 24,5561 K,[2]
- Platin-Widerstandsthermometer von 13,8033 bis 1234,93 K,[2]
- Spektralpyrometer oberhalb von 1234,93 K.[2]

Die vorgegebenen Werte (der Fixpunkte), auf denen die ITS-90 beruht, geben nur den Stand aus dem Jahre 1990 wieder, und können in einer zukünftigen Skala ITS-XX verfeinert werden. Ebenso können die Interpolationsformeln und sogar die Thermometrie-Verfahren angepasst werden, so wie auch die ITS-90 nur eine Weiterentwicklung ihrer Vorgänger ist, die IPTS-68 und die EPT-76 (Tieftemperaturbereich).
So wie heute historische Präzisionsmessungen ineinander umgerechnet werden können, sichert die ITS-90 eine Nachvollziehbarkeit von Temperaturangaben in unserer Zeit für die Zukunft, was die absoluten Verfahren (noch) nicht leisten können.
Die ITS-90 wird bei tieferen Temperaturen durch die vorläufige Tieftemperaturskala von 0,9 mK bis 1 K (Provisonal Low Temperature Scale from 0.9 mK to 1 K, PLTS-2000) ergänzt.

## Fixpunkte
Die folgende Tabelle zeigt die Fixpunkte der Skala.
| Fixpunkt                       | Temperatur (K) | Temperatur (°C) |
| ------------------------------ | -------------- | --------------- |
| Tripelpunkt von Wasserstoff    | 013,8033       | −259,3467       |
| Tripelpunkt von Neon           | 024,5561       | −248,5939       |
| Tripelpunkt von Sauerstoff     | 054,3584       | −218,7916       |
| Tripelpunkt von Argon          | 083,8058       | −189,3442       |
| Tripelpunkt von Quecksilber    | 0234,3156      | 0−38,8344       |
| Tripelpunkt von Wasser         | 0273,16        | 00,01           |
| Schmelzpunkt von Gallium       | 0302,9146      | 029,7646        |
| Erstarrungspunkt von Indium    | 0429,7485      | 0156,5985       |
| Erstarrungspunkt von Zinn      | 0505,078       | 0231,928        |
| Erstarrungspunkt von Zink      | 0692,677       | 0419,527        |
| Erstarrungspunkt von Aluminium | 0933,473       | 0660,323        |
| Erstarrungspunkt von Silber    | 1234,93        | 0961,78         |
| Erstarrungspunkt von Gold      | 1337,33        | 1064,18         |
| Erstarrungspunkt von Kupfer    | 1357,77        | 1084,62         |

Im Bereich zwischen 3 K und 5 K (−270,15 °C bis −268,15 °C) werden keine Fixpunkte, sondern der Dampfdruck von Helium verwendet.